# Liste der Ortschaften im Bezirk Zell am See
Die Liste der Ortschaften im Bezirk Zell am See enthält die 28 Gemeinden und ihre zugehörigen Ortschaften im salzburgischen Bezirk Zell am See. Stand Ortschaften: 1. Jänner 2022
Kursive Gemeindenamen sind keine Ortschaften, in Klammern der Status Markt bzw. Stadt. Die Angaben erfolgen im offiziellen Gemeinde- bzw. Ortschaftsnamen, wie von der Statistik Austria geführt.
- Bramberg am Wildkogel
- Bruck an der Großglocknerstraße
- Dienten am Hochkönig

- Fusch an der Großglocknerstraße
  - Taxenbacher-Fusch
  - Zeller-Fusch

- Hollersbach im Pinzgau
  - Arndorf
  - Grubing
  - Jochberg
  - Lämmerbichl
  - Reitlehen
  - Rettenbach

- Kaprun
- Krimml
  - Hochkrimml
  - Oberkrimml
  - Unterkrimml

- Lend
  - Berg
  - Embach
  - Heuberg
  - Teufenbach
  - Urbar
  - Winkl

- Leogang
  - Berg
  - Ecking
  - Grießen
  - Hirnreit
  - Hütten
  - Madreit
  - Otting
  - Pirzbichl
  - Rain
  - Rosental
  - Schwarzleo
  - Sinning
  - Sonnberg
  - Sonnrain
  - Ullach

- Lofer (Markt)
  - Au
  - Faistau
  - Hallenstein
  - Mayrberg
  - Scheffsnoth

- Maishofen
  - Atzing
  - Mitterhofen

- Maria Alm am Steinernen Meer
  - Aberg
  - Alm
  - Bachwinkl
  - Enterwinkl
  - Griesbachwinkl
  - Hinterthal
  - Krallerwinkl
  - Schattberg
  - Schloßberg
  - Sonnberg

- Mittersill (Stadt)
  - Arndorf
  - Burk
  - Felben
  - Feldstein
  - Jochberg
  - Jochbergthurn
  - Klausen
  - Lämmerbichl
  - Loferstein
  - Mayrhofen
  - Oberfelben
  - Paßthurn
  - Rettenbach
  - Schattberg
  - Spielbichl
  - Thalbach
  - Unterfelben
  - Weißenstein

- Neukirchen am Großvenediger (Markt)
  - Mitterhohenbramberg
  - Rosental
  - Sulzau

- Niedernsill
  - Aisdorf
  - Ematen
  - Gaisbichl
  - Jesdorf
  - Lengdorf
  - Steindorf

- Piesendorf
  - Aufhausen
  - Hummersdorf
  - Walchen

- Rauris (Markt)
  - Bucheben
  - Seidlwinkl
  - Unterland
  - Vorstandrevier
  - Wörtherberg

- Saalbach-Hinterglemm
  - Hinterglemm
  - Saalbach

- Saalfelden am Steinernen Meer (Stadt)
  - Almdorf
  - Bachwinkl
  - Breitenbergham
  - Bsuch
  - Deuting
  - Dorfheim
  - Euring
  - Gerling
  - Haid
  - Harham
  - Hof
  - Hohlwegen
  - Kehlbach
  - Lenzing
  - Letting
  - Marzon
  - Mayrhofen
  - Niederhaus
  - Obsmarkt
  - Pabing
  - Pfaffenhofen
  - Pfaffing
  - Rain
  - Ramseiden
  - Ruhgassing
  - Schinking
  - Schmalenbergham
  - Schmieding
  - Schützing
  - Thor
  - Uttenhofen
  - Weikersbach
  - Wiesersberg
  - Wiesing

- Sankt Martin bei Lofer
  - Gumping
  - Kirchental
  - Obsthurn
  - Wildental

- Stuhlfelden
  - Bam
  - Dürnberg
  - Pirtendorf
  - Wilhelmsdorf

- Taxenbach (Markt)
  - Brandenau
  - Eschenau
  - Großsonnberg
  - Gschwandtnerberg
  - Hasenbach
  - Höf
  - Högmoos
  - Hopfberg
  - Kleinsonnberg
  - Lacken
  - March
  - Taxberg
  - Thannberg

- Unken
  - Gföll
  - Niederland
  - Reit
  - Unkenberg

- Uttendorf
  - Hofham
  - Köhlbichl
  - Litzldorf
  - Pölsen
  - Quettensberg
  - Schwarzenbach
  - Stubach
  - Tobersbach
  - Uggl

- Viehhofen
- Wald im Pinzgau
  - Hinterwaldberg
  - Königsleiten
  - Lahn
  - Vorderkrimml
  - Vorderwaldberg
  - Wald

- Weißbach bei Lofer
  - Frohnwies
  - Hintertal
  - Oberweißbach
  - Pürzlbach
  - Unterweißbach

- Zell am See (Stadt)
  - Bruckberg
  - Erlberg
  - Schmitten
  - Thumersbach